# Rampe (voie)
Pour les articles homonymes, voir Rampe.
Une rampe est un type de voie de communication qui présente un dénivelé.
Le terme de rampe est utilisé plus généralement pour désigner un chemin ou un terrain en pente servant de voie de communication. Ce substantif est le nom déverbal du verbe ramper « grimper, ramper ». Le terme rampant au sens de « limon d'un escalier tournant » est attesté antérieurement.
On la trouve assez peu fréquemment comme appellation de rue, mais plus particulièrement dans les villes vallonnées. Cette appellation de rue est si peu utilisée qu'elle fréquemment oubliée dans les formulaires d'adresse[réf. nécessaire].
Par contre, la rue de la Rampe est, quant à elle, assez fréquente dans différentes villes de France[réf. souhaitée].

## Histoire
L'utilisation de la voie en rampe a été utilisée en tant que plan incliné pour le transport des pierres dans certaines carrières de pierres dans l'Égypte antique, notamment dans la carrière d'Hatnoub où se trouve une rampe de 29%. Les rampes étaient en fait connues dès la IVe dynastie (env. 2575-2460 av. J.-C.) pour servir au transport.
L'utilisation du plan incliné a notamment été utilisé pour montre les blocs des pyramides égyptiennes, à l'occasion de leur construction.
Aujourd'hui, il reste un plan incliné dans la pyramide de Giseh.
Un plan incliné a également été utilisé pour construire sur le site du Parthénon, à Athènes.

## EnFrance
- à Alès (Gard) : Rampe Félix Croze,
- à Angoulême (Charente) : Rampe Gaudron, Rampe Baillarge, Rampe des Jardins, Rampe Victor Hugo, Rampe d'Aguesseau,
- à Annecy (Haute-Savoie) : Rampe du Château
- à Besançon (Doubs) : Rampe de Montrapon, Rampe de la Vosselle,
- à Béziers (Hérault) : Rampe des Poilus (anciennement Rampe de la Citadelle, rebaptisée en 1918 en l'hommage des soldats de la guerre 14-18), Rampe des Moulins, Rampe des Canterellettes,
- à Brest (Finistère) : Rampe du Merle Blanc, Rampe du Vieux Kerveguen, Rampe Messiliau, Rampe du Vieux Bourg, Rampe du Four à Chaux, Rampe du Stangalard, Rampe du Moulin Grivart,
- à Digne-les-Bains (Alpes-de-Haute-Provence) : Rampe Rochas
- à Laon (Aisne) : Rampe d'Ardon, Rampe Saint-Just, Rampe Saint-Marcel, Rampe de la Croix Rouge,
- à Limoges (Haute-Vienne) : Rampe du Pont-Neuf, Rampe de Haute-Vienne,
- à Lorient (Morbihan) : Rampe de L'Hôpital des Armées,
- à Marseille (Bouches-du-Rhône) : Rampe Saint-Maurice,
- à Menton (Alpes-Maritimes) : Rampe Saint-Michel, Rampe du Chanoine Ortmans (dans le prolongement de la première),
- à Metz (Moselle) : Rampe Belle-Croix,
- à Morlaix (Finistère) : Rampe du Créou, Rampe Saint-Melaine, Rampe Saint-Nicolas, Rampe Saint-Augustin,
- à Provins (Seine-et-Marne) : Rampe Bellevue
- à Rouen (Seine-Maritime) : Rampe Saint-Hilaire, Rampe Saint-Gervais, Rampe cauchoise, Rampe Beauvoisine,
- à Saint-Brieuc (Côtes-d'Armor) : Rampe des Forges,
- à Sète (Hérault) : Rampe des Arabes, Rampe de la bourse, Rampe Paul Valéry, Rampe du môle, Rampe de l'école de joute.

## EnBelgique
- à Bruxelles : Rampe du Lion, Rampe Romaine, Rampe Gauloise, Rampe des Hollandais, Rampe des Citronniers,
- à Mons : Rampe Sainte-Waudru
- à Ottignies-Louvain-la-Neuve : Rampe du Val, Rampe des Ardennais, Rampe de Floribois, Rampe du Couvent,
- à Wasmes : Rampe Anfouette, Rampe des Ecoliers.